# 皮西梅切韋
48°7′15″N 34°37′24″E / 48.12083°N 34.62333°E
皮斯梅切韋（羅馬化：Pysmecheve）是位於烏克蘭中部第聶伯羅彼得羅夫斯克州第聶伯羅區的村莊。該村處於卡米舍瓦塔蘇拉河左岸，分別距離貝茲博羅迪科韋0.5公里和巴甫利夫卡7公里，面積1.38平方公里，海拔高度84米，2001年人口525。